# Chanson perpétuelle
La Chanson perpétuelle op. 37 est une mélodie d'Ernest Chausson, écrite en décembre 1898
Elle fait partie, avec son Poème de l'amour et de la mer, des deux œuvres vocales orchestrales majeures du musicien. Il s'agit par ailleurs de sa dernière œuvre complète, celui-ci ayant laissé son Quatuor à cordes op. 35 inachevé.
Elle est dédiée à Jeanne Raunay, qui fit sa création le 28 janvier 1899.
Le texte est le poème Nocturne de Charles Cros, extrait de son recueil Le Coffret de santal. Il décrit les affres d'une femme abandonnée. Il existe une version avec orchestre et une version pour voix, quatuor à cordes et piano.
Son exécution dure un peu moins de dix minutes.

## Le poème
Bois frissonnants, ciel étoilé

Mon bien-aimé s'en est allé

Emportant mon cœur désolé.

Vents, que vos plaintives rumeurs,

Que vos chants, rossignols charmeurs,

Aillent lui dire que je meurs.

Le premier soir qu'il vint ici,

Mon âme fut à sa merci;

De fierté je n'eus plus souci.

Mes regards étaient pleins d'aveux.

Il me prit dans ses bras nerveux

Et me baisa près des cheveux.

J'en eus un grand frémissement.

Et puis je ne sais plus comment

Il est devenu mon amant.

Je lui disais: "Tu m'aimeras

Aussi longtemps que tu pourras."

Je ne dormais bien qu'en ses bras.

Mais lui, sentant son cœur éteint,

S'en est allé l'autre matin

Sans moi, dans un pays lointain.

Puisque je n'ai plus mon ami,

Je mourrai dans l'étang, parmi

Les fleurs sous le flot endormi.

Sur le bord arrivée, au vent

Je dirai son nom, en rêvant

Que là je l'attendis souvent.

Et comme en un linceul doré,

Dans mes cheveux défaits, au gré

Du vent je m'abandonnerai.

Les bonheurs passés verseront

Leur douce lueur sur mon front,

Et les joncs verts m'enlaceront.

Et mon sein croira, frémissant

Sous l'enlacement caressant,

Subir l'étreinte de l'absent.